# Rivière Dean
La rivière Dean (en anglais : Dean River) est l'une des principales rivières du sous-secteur des chaînes Kitimat du sud des montagnes côtières de la Colombie-Britannique. Il commence au lac Aktaklin sur le plateau de Chilcotin et serpente vers le nord autour de la chaînon Rainbow pour entrer dans le canal Dean  dans la communauté éloignée et maintenant inhabitée de Kimsquit . C'est l 'une des rares rivières à pénétrer complètement dans la paroi des montagnes côtières entre l' embouchure du Fleuve Fraser (près de Vancouver ) et l 'embouchure de la rivière Skeena (près de Prince Rupert ).
La rivière Dean, l'une des principales rivières des montagnes côtières, entre dans le canal Dean à environ 9,5 km sous la tête de la crique, à la communauté de Kimsquit.
La rivière Dean rendu célèbre par son éloignement et par certains des poissons sauvages. Les glaciers sont toujours en train de creuser dans le canyon, déposant des rochers dans toute la rivière, La rivière Dean est connue comme l'une des meilleures pêcheries de la Truite arc-en-ciel et du saumon au monde,.
la superficie du bassin de la rivière est 8 752 km2 

## Histoire
Le nom de la rivière a été donné par  le capitaine George Vancouver en 1793, en l'honneur de James King, doyen de Raphoe (en), Irlande. Le canal a été inspecté par le capitaine George Henry Richards en 1861 par HMS Hécate (en) (Navire de guerre à vapeur et à roues à aubes):133.

## Dean River Conservancy
le conservatoire de rivière Dean englobe la partie inférieure de la rivière Dean. il se trouve à environ 25 kilomètres au nord de Bella Coola et à 75 kilomètres au nord-est de Bella Bella, a été créé le 27 juin 2008 dans le cadre de la décision du gouvernement sur l'utilisation des terres dans la zone protégée de la côte de la Colombie-Britannique. La réserve borde la limite ouest du parc provincial Tweedsmuir, il s’étend sur une superficie de 56 096 hectares, sur les territoires traditionnels des Heiltsuk, Nuxalk et Ulkatcho.